# Chalgrave Castle
Chalgrave Castle ist eine abgegangene Burg südlich des Dorfes Toddington in der englischen Verwaltungseinheit Central Bedfordshire.
Es handelte sich um eine hölzerne Motte, die im 11. Jahrhundert in zwei Phasen errichtet wurde. Bereits im 13. Jahrhundert wurde sie wieder aufgegeben.
Im Jahre 1970 wurden auf dem Gelände der ehemaligen Burg Ausgrabungen durchgeführt. Allerdings wurde das Gelände anschließend komplett eingeebnet, sodass keinerlei bis heute erhaltenen Überreste gibt.